# 斉藤広宣
斉藤 広宣（さいとう ひろのぶ、1967年 - ）は、日本のソフトテニス選手。千葉県出身。

## 来歴
匝瑳高校3年時、石川インターハイで準優勝。
明治大学3年時から北本とペアを組み学生タイトル4冠（関東学生、インカレ、関東学生インドア、全日本学生インドア）に東京インドアも優勝し、連続5冠獲得で、全日本トップクラスに躍り出る。
1990年アジア競技大会日本代表予選で優勝し国際大会初代表。以後11年連続11回代表に選出される。選手引退後は男女の代表監督を歴任。

## プレースタイル
ポジションは前衛。天才的なタッチの良さを生かした華麗なプレーが身上。

## 国際大会代表歴
※出典
アジア競技大会(1990)
団体三位
第9回世界ソフトテニス選手権(1991)
団体三位 ダブルス二回戦敗退（神崎公宏・斉藤広宣）
第2回アジアソフトテニス選手権(1992)
団体優勝 ダブルス四位（北本英幸・斉藤広宣）
アジア競技大会(1994)
団体三位  ダブルスベスト8（北本英幸・斉藤広宣）
第10回世界ソフトテニス選手権(1995)
ダブルス優勝、団体優勝
第3回アジアソフトテニス選手権(1996)
ダブルス優勝　団体三位
第二回東アジア競技大会(1998)
ダブルス三位
アジア競技大会(1998)
団体三位　  ダブルスベスト8（北本英幸・斉藤広宣）
第11回世界ソフトテニス選手権
団体三位　  ダブルスベスト8（室谷哲也・斉藤広宣）
第4回アジアソフトテニス選手権(2000)
ダブルス三位

## 主な戦績
- 1989 三笠宮杯全日本学生選手権（インカレ）　優勝（北本・斉藤）
- 1989 全日本ソフトテニス選手権大会　ベスト8（北本・斉藤）
- 1990 総理大臣杯全日本学生インドア　優勝（北本・斉藤）
- 1990 東京インドア　優勝（北本・斉藤）
- 1991 全日本ソフトテニス選手権大会　優勝（北本・斉藤）
- 1992 全日本ソフトテニス選手権大会　ベスト8（北本・斉藤）
- 1993 東京インドア　優勝（北本・斉藤）
- 1993 全日本ソフトテニス選手権大会　優勝（北本・斉藤）
- 1994 東京インドア　優勝（北本・斉藤）
- 1994 全日本ソフトテニス選手権大会　優勝（北本・斉藤）
- 1995 全日本インドア　優勝（北本・斉藤）
- 1994 東日本ソフトテニス選手権大会　優勝（北本・斉藤）
- 1995 全日本ソフトテニス選手権大会　ベスト8（北本・斉藤）
- 1996 東京インドア　優勝（北本・斉藤）
- 1997 東日本ソフトテニス選手権大会　優勝（北本・斉藤）
- 1998 東京インドア　優勝（北本・斉藤）
- 1998 全日本インドア　優勝（北本・斉藤）
- 1998 東日本ソフトテニス選手権大会　優勝（北本・斉藤）
- 1999 東日本ソフトテニス選手権大会　優勝（北本・斉藤）
- 2000 全日本ソフトテニス選手権大会　優勝（北本・斉藤）
- 2002 全日本ソフトテニス選手権大会　準優勝（北本・斉藤）
- 2003 全日本ソフトテニス選手権大会　ベスト4（北本・斉藤）